# Pszichomágia
A pszichomágiának nevezett pszichológiai terápiának az a célja, hogy meggyógyítsa az élet korai szakaszában szerzett lelki sebeket. A terápia azon az elképzelésen alapul, hogy bizonyos külső cselekmény eljátszása közvetlenül hat a tudatalattira, megszabadítva azt egy sor traumától, akár több generációra kiterjedőtől is. Ezeket a cselekményeket a terapeuta írja elő, miután tanulmányozta a páciens személyiségét és családfáját.